# Zvee Scooler
Zvee Scooler, noto anche con il soprannome di Svee Scoler (Kam"janec'-Podil's'kyj, 1º dicembre 1899 – New York, 25 marzo 1985), è stato un attore ucraino.
È conosciuto per aver interpretato il padre di Boris in Amore e guerra nel 1975. 
Ha iniziato la sua carriera nella serie TV  del 1961 La parola alla difesa ed esordì per la prima volta nel grande schermo nella pellicola Andy. Nel 1969 ha recitato nel film Non si maltrattano così le signore e sempre nel medesimo anno partecipò al lungometraggio La stirpe degli dei. Nel 1971 interpretò un rabbi ne Il violinista sul tetto e un orafo ne I diamanti dell'ispettore Klute. Nel 1978 fu Phuro in Il re degli zingari e nel 1981 interpretò Bal Koreh ne Gli eletti.